# Кайал

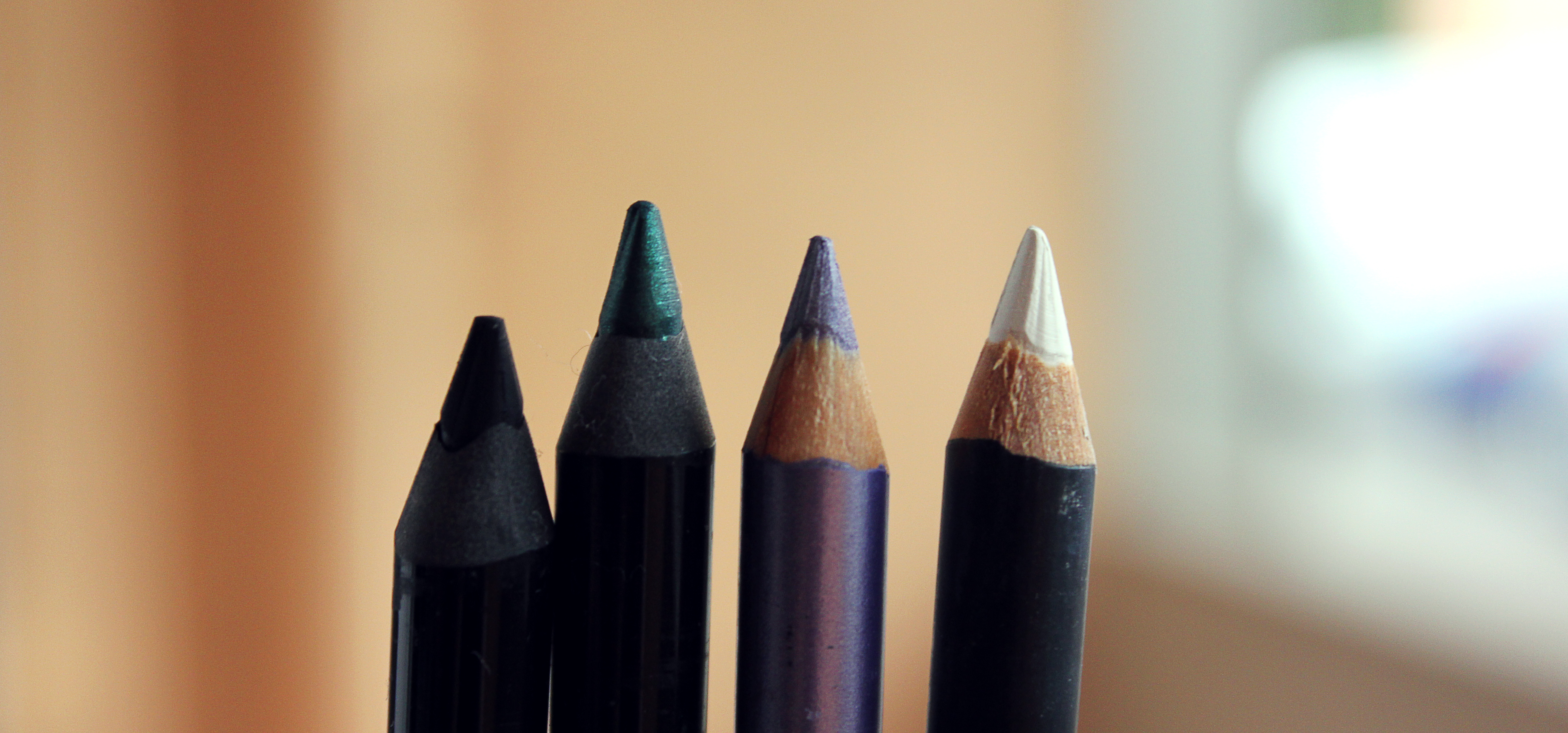
Современный кайал в виде карандаша

Кайал — контурный мягкий косметический карандаш для подводки глаз, в традиционный состав которого входят натуральная сажа или измельчённые минералы и антисептические вещества растительного происхождения.

## История

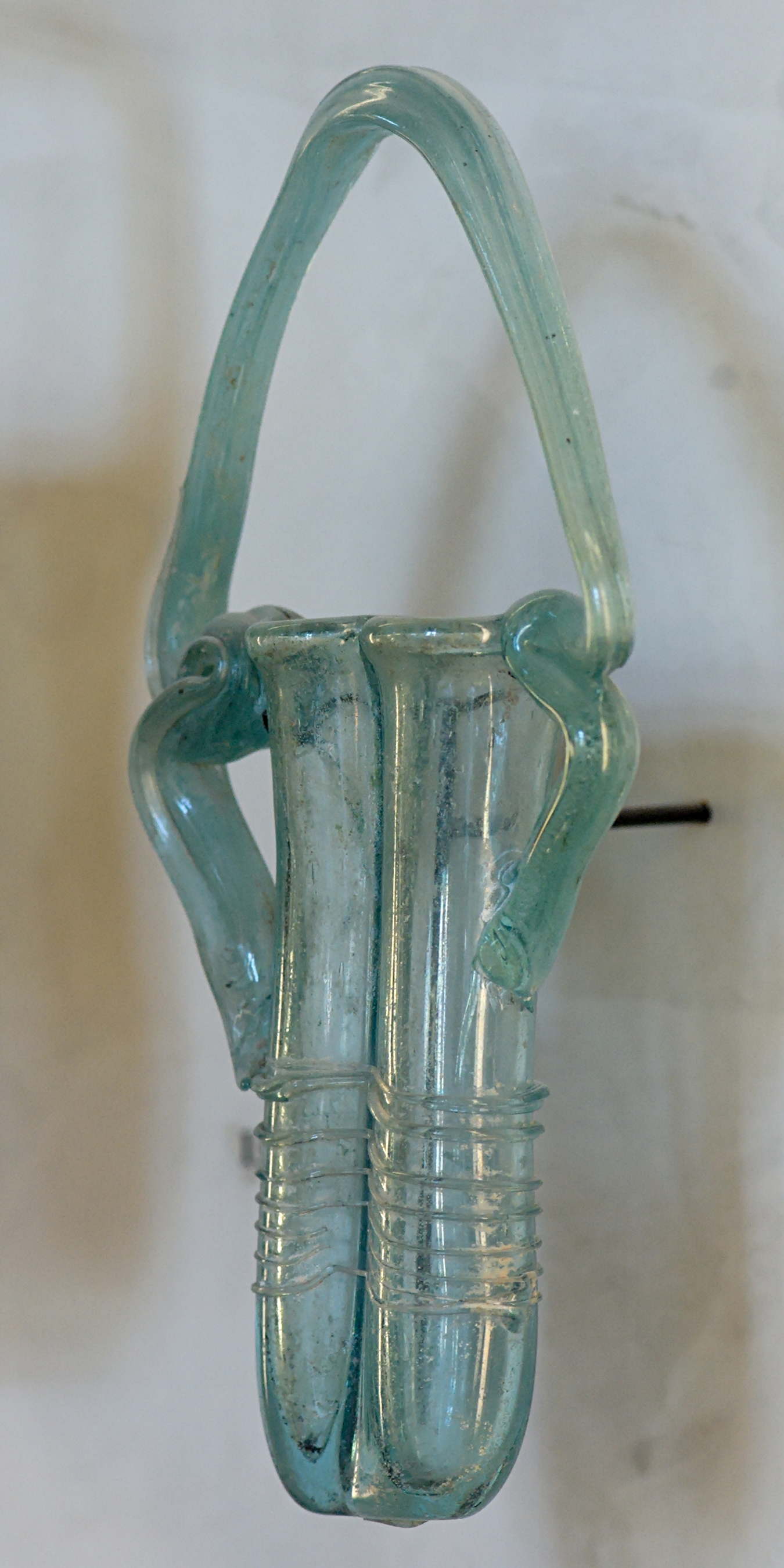
Ёмкости для хранения кайала, 4 век до н. э., Лувр, Париж

«Кайал» происходит от араб. كُحْل (kuḥl)‎ — «сурьма, антимонит», которое, в свою очередь, заимствовано из аккад. 𒉌𒌓𒋆𒁉𒍣𒁕 (guḫlu) с тем же значением.
Кайал известен с античности в Южной Азии, на севере Африки и Среднем Востоке. В состав античного кайала входили молотые галенит, антимонит, малахит. Использовать кайал начали приблизительно 4—3 тысячи лет до нашей эры в доисторический период — гробницы тасийской культуры и нулевой династии Египта имеют изображения с подведёнными глазами. Изначально кайал использовался знатными женщинами, а затем — и мужчинами, чтобы защитить глаза от вредного воздействия солнца — поверье, что чёрный цвет притягивает на себя все солнечные лучи, существует до сих пор. Глаза начали красить даже новорождённым младенцам — от сглаза. В других культурах рисунки кайалом также приобрели ритуальное значение.
Смешивали и хранили состав на так называемых косметических палетках — металлических пластинках с рельефными изображениями и помещали в различные продолговатые ёмкости.

#### Север Африки

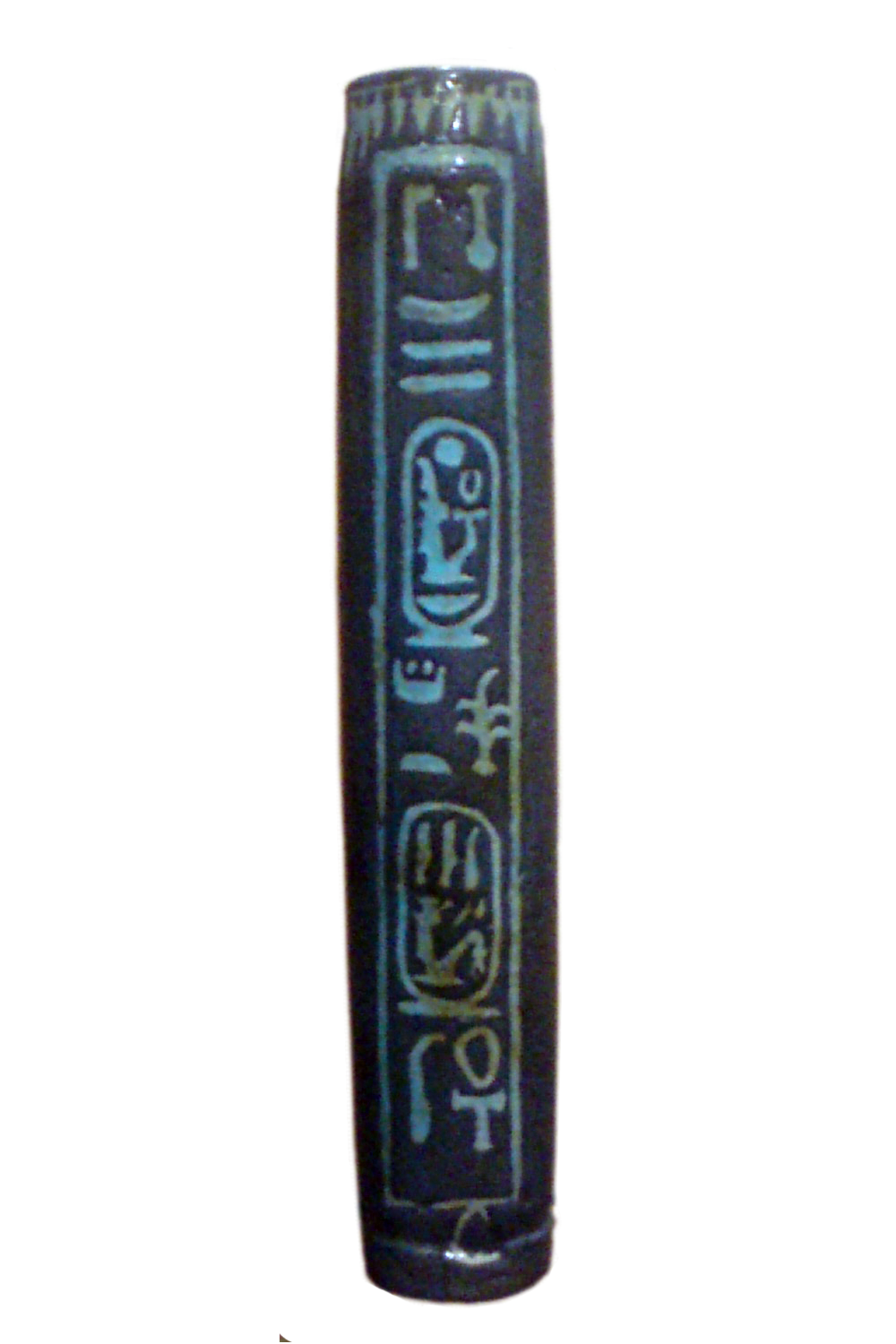
Ёмкость для кайала с картушем Аменхотепа III и его жены Тии.

Египтяне красили всё верхнее веко чёрным галенитом, а нижнее подчёркивали тёмно-зелёным малахитом. В январе 2010 химик Филипп Вальтер проанализировал состав кайала, хранящегося в коллекции Лувра, и нашёл два хлорида свинца, которые не синтезируются в природных условиях. По его мнению, свинец был добавлен египтянами специально в целях профилактики глазных инфекционных болезней.
Женщины из племён берберов и бедуинов рисовали вертикальную линию от нижней губы к подбородку и через крылья носа.
Женщины из Сомали и Эфиопии наносили кайал для защиты от песка, солнца, сглаза.

#### Запад Африки
Народам хауса и фульбе также был известен кайал. Также он использовался народами туарегов, волофов, мандинков, сонинке, дагомбов, канури и мусульманскими народностями в регионах Сахель и пустыни Сахара.
Красились мужчины, дети, пожилые люди, особенно на свадьбы, курбан-байрам или джума-намаз.
Женщины рисовали такие же вертикальные линии от нижней губы к подбородку.

##### Юг Азии
В Индии кайал известен под именем сурьма, готовится в домашних условиях и используется женщинами и детьми для сплошной подводки глаз по кругу для охлаждения и защиты от солнца (эти представления существуют на уровне поверий и не имеют под собой физических оснований).
В культуре Панджаби сурьма используется в церемониальной функции для характеристики социального статуса во время праздников или религиозных событий мужчинами. Макияж делает жена брата или мать.
Женщины ставят точки на лбу (бинди) себе и детям от сглаза.
Исполнители танцев Бхаратанатьям используют кайал для подводки глаз и бровей, чтобы придать мимике выразительность.

## Вред «натурального» кайала
В измельчённое сандаловое дерево или астонию (Alstonia scholaris), смешанное с небольшим количеством воды, макают чистую белую муслиновую ткань примерно 10×10 см и дают ей высохнуть в тени, потому снова макают и дают высохнуть — и так в течение всего дня. После заката из этой ткани делают фитиль и поджигают в лампе с касторовым маслом с минимальным доступом кислорода. К утра ткань дотлевает, в золу добавляют топленное масло и перекладывают в чистую коробочку.

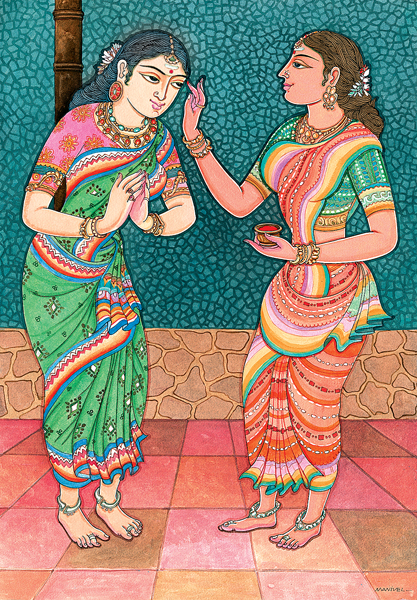
Нанесение бинди

Современные ингредиенты и способы приготовления кайала разнятся. В Северной Африке и на Среднем Востоке в домашних условиях всё ещё используют сульфид свинца, на западе на мануфактурном производстве — древесный уголь, аморфный углерод (сажа). Растительные масла и масла семян, орехов, смолы часто являются связующими компонентами.

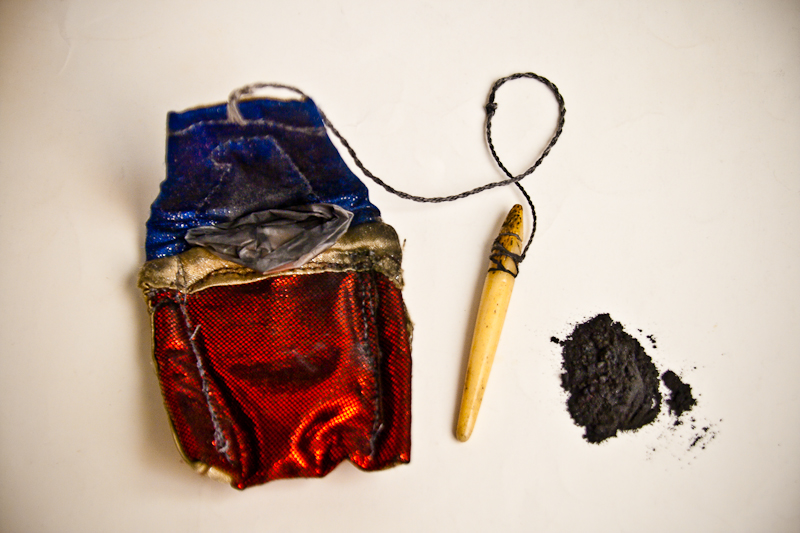
Курдский «домашний» кайал

Появляется много данных о вреде длительного использования косметики с сульфидом свинца (анемия, высокое кровяное давление, катаракта) и данных, что сульфид свинца в косметике не впитывается в кровь и потому безвреден.
Китайские исследователи искали научные доказательства тому, что сульфид свинца вокруг глаз бережёт зрение от воздействия солнца. Они выяснили, что плёнка с нанесённым сульфидом свинца имеет высокую степень поглощения и низкую — проводимости ультрафиолета.
В 1990-е были проведены масштабные анализы азиатской косметики — почти все карандаши содержали до 84 % свинца. Образцы из Омана и Каира содержали галенит.
Десятилетие спустя, в Египте и Индии в трети образцов в составе кайала, произведённого на продажу, нашли свинец, а остальных двух третях — уголь, цинкит куприт, гётит, силиконы или тальк, гематит, сурик и растительные масла.

## Современная косметика
Карандаши для глаз западных производителей косметики, маркируемые kohl, не имеют ничего общего с традиционными азиатскими кайалами — они не содержат свинца, сажи (некоторые фирмы всё же включают её в свой состав), растительных масел. Если маркировка указывает на допустимость попадания на слизистую оболочку глаза, кайалом можно рисовать по линии роста ресниц на нижнем веке с его внутренней стороны. Пудра-кайал, лишь имитирующая азиатские порошки, при соприкосновении с влажной линией века преобразуется в стойкий крем.
Хотя кайал зрительно уменьшает глаза, он добавляет выразительности взгляду. Более мягкий, чем контурный карандаш, он даёт менее стойкую и непривычно толстую растушёванную линию, что может быть ошибочно принято за некачественность товара. Выпускается различных оттенков, иногда двух цветов с разных сторон карандаша.

## Интересные факты

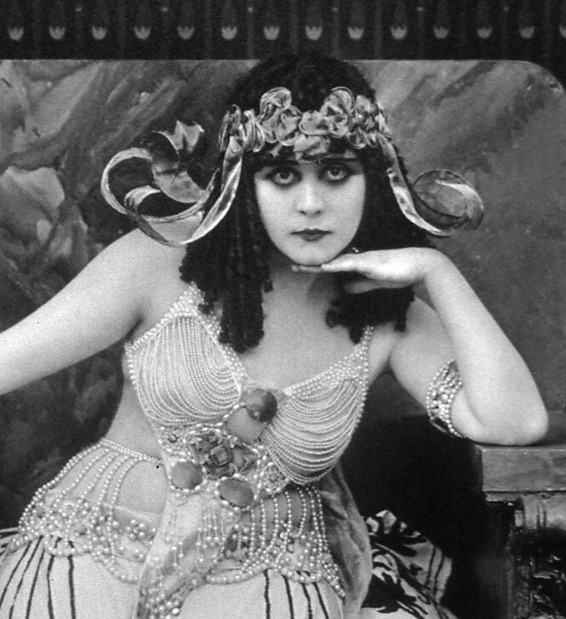
Теда Бара с макияжем традиционным кайалом

- Однокоренное к слову «алкоголь» — происходит от арабского الكحل (al-kuħl) «порошкообразная сурьма»[17]. С XVII века значение слова в европейских языках расширилось — им стали обозначать все продукты возгонки.
- Актриса немого кино Теда Бара всегда использовала кайал на съёмках.
- Капитан Джек Воробей, главный персонаж фильма Пираты Карибского моря, использовал кайал, так как Джонни Депп ассоциировал странническую жизнь бедуинов и пиратов.
- В песне Miss Sarajevo группы U2, упоминается кайал «Is there a time for kohl and lipstick? / a time for curling hair / is there a time for High Street shopping? / to find the right dress to wear».